# 王守礼
王守礼（荷蘭語：Charles Joseph "Carlo" van Melckebeke, C.I.C.M.；1898年6月19日—1980年8月26日），天主教宁夏教区主教（1946年3月14日-1980年8月26日），比利时圣母圣心会会士。
1898年6月19日，王守礼出生在比利时圣若斯-滕-诺德。1916年（17岁）入圣母圣心会。1922年9月24日，24岁晋升神甫。赴中國传教。1946年3月14日（47岁）由教廷任命为宁夏宗座代牧，领Sufes 主教衔 。同年4月11日，罗马教廷建立中国圣统制，王守礼任宁夏教区主教。同年5月30日，由绥远教区穆清海总主教祝圣 。
1952年至1953年，王守礼被拘留于陕坝后被驱逐出境。1953年获圣座委任为宗座华侨教务视察员、驻锡新加坡，並成立天主教南洋教务促进社（Singapore Catholic Central Bureau）以便流通公教刊物于东南亚；1955年创办公教华文报—《海星报》並与香港《良友之声》合办儿童期刊《乐锋报》。1977年退休。1980年8月26日，王守礼主教在新加坡去世，享年82岁。
为纪念创办人，天主教南洋教务促进社于1996年1月12日改名为守礼社（Carlo Catholic Society）。